# 山田安民
山田 安民（やまだ やすたみ、前名・卯之吉、1868年2月23日（慶応4年2月1日） - 1943年（昭和18年）4月13日）は、日本の実業家、薬剤師。族籍は奈良県平民。ロート製薬の創業者。私立奈良盲唖学校開設者。奈良県における障害児教育の先駆者。
姓は山田姓ではなく津村姓と異なってはいるが、津村重舎（津村順天堂創業者）、津村岩吉（津村敬天堂経営）は実弟。長男は山田輝郎（ロート製薬初代社長）。孫は山田安邦（元会長、輝郎の長男）、山田安廣（現・取締役兼アンズコーポレーション社長、輝郎の五男）。曾孫は山田邦雄（現・会長、安邦の長男）。

## 来歴・人物
大和国宇陀郡池上村（のち奈良県宇陀郡伊那佐村池上、現・奈良県宇陀市）で、農家の父・安二郎と母・ナカの長男・卯之吉として生まれる。生地の池上はもともと湿地の上にできた集落で、飛鳥時代から薬草の町として知られ、日本書紀は宇陀一帯で日本最初の薬猟（薬の原料を採取する古代の宮廷行事）が行なわれたと記している。
幼い頃から学問に励み、地元で代用教員を勤めるなどしたのち、関西法律学校（現・関西大学）に入学するが、上京して父方遠縁の森田源右衛門宅に寄寓。国民英学会で英語を学んだ。その後本格的に法律を学ぶために英吉利法律学校（現・中央大学）に入学。ちなみに森田源右衛門の妻、森田いしは、叔父、津村（旧姓・山田）磯次郎夫人の津村みつの実妹にあたり、後年、山田安民の実弟である初代津村重舎も森田家に寄寓し東京商業（現在の一橋大学）に通った。その後、重舎は森田源右衛門の養子になったが養母のいしが亡くなったのを契機に養子縁組を解消。故郷に戻り津村家に婿入りしていた叔父の津村磯次郎の養子となっている。
森田が営んでいた売薬業を手伝うなどしていたが、病を得て帰郷、療養中に胃薬に注目し、1899年2月22日、31歳の時に大阪市南区清水町（現・中央区東心斎橋）でロート製薬の前身である「信天堂山田安民薬房」を開業し、胃腸薬「胃活」を販売し大ヒットした。宣伝上手な安民は、陸軍軍医監はじめ5人の軍医の賛同を取りつけ「五大軍医合議製剤」と銘打ち、シルクハット姿の紳士の絵をトレードマークに新聞広告を何度も打ち、胃活は発売1年で瞬く間に人気商品となった。この「胃活」は後の1999年に創業100周年を記念して「パンシロン胃活飲力」として期間限定で再発売された。
日露戦争中に東京支店を開設、その頃トラホームが蔓延し目薬が売れていたことから、1909年には、ドイツ・ミュンヘン大学のアウグスト・フォン・ロートムント博士に師事していた眼科医井上豊太郎が処方した点眼薬を調製し、博士の名前から「ロート目薬」と命名して発売、これも各紙に全面広告を打って宣伝し、大ヒットさせた。潔癖症の安民は工場の清掃、整理にうるさく、1917年（大正6年）には102条にもわたる長文の店則が作られた。
1920年3月、郷里の奈良県に「私立奈良盲唖学校」（現在の奈良県立盲学校・奈良県立ろう学校）を創設。1925年4月に学校運営から身を引くが、その後、1932年に私財を投じて「大和古今孝子伝」を刊行し、県内を中心に配布した。
1943年4月13日死去。享年75。安民の死から6年後の1949年9月、安民の長男で、安民の死後「信天堂山田安民薬房」の店主を引き継いだ山田輝郎が、創業50周年を機に「ロート製薬株式会社」を設立し、社長に就任、信天堂山田安民薬房の事業を継承した。住所は大阪・南久宝寺町。

## 家族・親族
- 父・山田安治郎[2]
- 母・山田ナカ - 旧姓・藤村。宇陀郡榛原町字下井足出身[8]。
- 継母・山田クリ（1857年生、奈良県、藤村源蔵の伯母）[2]
- 弟・津村重舎[2]（1871年 - 1941年） - 津村順天堂創業者。東京府民・津村磯治郞の長女の婿。
- 弟・津村岩吉[2] - 兄・重舎の家籍に入って津村を名乗る。売薬業、東亜公司取締役[9]。東亜公司は明治38年（1905）に清韓両国に書籍・教育品・薬品等の製造販売および輸出入等を営む目的で創立された会社で、書籍類を大橋新太郎、売薬を津村重舎が担当した[10]。
- 妻・山田マスエ（1868年 - 奈良県、竹中更作の長女）[2]
- 長男・山田輝郎[2]（1894年 - 1982年）
- 長女・山岡柴子（1896年 - ?）[2]  - 奈良県民・山岡半重郞の養女となる[11]
- 二女・山本活子（1900年 - ?、天満織物取締役・山本平兵衛の妻）[2]
- 三女・平塚静子（1902年 - ?、平塚嘉一郎の妻）[2] - 夫の嘉一郎は、宝塚温泉の宅地開発を行ない、宝塚ホテル、六甲山ホテルを経営した実業家平塚嘉右衛門の長男[12]。
- 孫・安邦、安廣
- 親戚・森田源右衛門 - 東京・神田区鍛治町で売薬業「森田商店」を営み、鼈(スッポン)・鰻のエキスと卵黄入りの滋養薬「ヘルス」などを各地の支店で販売していた[13][14][15]。明治28年（1895年）の内国勧業博覧会では、歯磨、香水、石鹸、白粉、香油を出品[16]。明治39年（1906年）には「森田式鉱金石製錬法」なる特許も持っていた[17]。